# Laurence Steinhardt
Laurence Adolph Steinhardt, född 6 oktober 1892 i New York, död 28 mars 1950 i Ontario, Kanada, var en amerikansk diplomat. Han var verksam som USA:s envoyé (minister) i Stockholm 28 augusti 1933 till 26 juni 1937, och var senare ambassadör i Peru, Sovjetunionen, Turkiet, Tjeckoslovakien och Kanada.
Steinhardt var troligen den förste amerikanske diplomaten att disponera Villa Åkerlund i Diplomatstaden, Stockholm, och områdets andre diplomat efter den brittiske ministern i Brittiska residenset.